# Hans von Mangoldt (nationalekonom)
Hans Karl Emil von Mangoldt, född 9 juni 1824 i Dresden, död 19 april 1868 i Wiesbaden, var en tysk nationalekonom. Han var far till matematikern Hans von Mangoldt.
Mangoldt blev 1858 extra ordinarie professor i nationalekonomi vid Göttingens universitet och 1862 ordinarie professor i samma ämne i Freiburg im Breisgau. Hans viktigaste arbete var monografin Die Lehre vom Unternehmergewinn (1855). Han var en av de allra första, som gjorde företagarvinsten till föremål för en skarpsinnigt genomförd vetenskaplig undersökning. För honom var denna vinst i sin helhet det överskott, som produktionens avkastning lämnade över de beräknade produktionskostnaderna. Detta överskott utgjorde dels riskpremie, dels särskild lön för företagarens arbete och särskild ränta på hans kapital - i den mån denna arbetskraft och detta kapital ej kunde anses uthyrbara - dels en ren företagarränta eller, med andra ord, en knapphetspremie åt företagarens kapacitet och kapital, antingen var för sig eller tillsammans. Av hans produktion kan ytterligare nämnas Grundriss der Volkswirtschaftslehre (1863; andra upplagan 1871).